# Distoleon dumontinus
Distoleon dumontinus är en insektsart som först beskrevs av Luisa Eugenia Navas 1933.  Distoleon dumontinus ingår i släktet Distoleon och familjen myrlejonsländor. Inga underarter finns listade i Catalogue of Life.